# Morimus misellus
Morimus misellus es una especie de escarabajo longicornio perteneciente al género Morimus, categorizada en la tribu Lamiini, de la subfamilia Lamiinae. Fue descrita por Breuning en 1938.

## Descripción
Mide 15-18 mm de longitud.

## Distribución
Se distribuye por Asia: en India.